# Anocràcia
L'anocràcia és una forma de govern o règim polític caracteritzat per la mestria d'una elit en la qual el líder canvia, que no és ni plenament una democràcia ni totalment una autocràcia, essent sovint subjecte a la inestabilitat política. "Una anocràcia de cada dues pateix, en efecte, un canvi de règim major menys de cinc anys després d'haver estat instituïda"
No és una oligarquia (puix que a cada moment mana un sol individu) però tampoc una autocràcia (per la inestabilitat del líder i el poder a l'ombra dels rivals).
El terme anocràcia s'utilitza sovint per als règims de transició. Sobretot després de la caiguda d'un règim o d'una revolució, com el Regnat del Terror, després de la Revolució Francesa, o el període d'inestabilitat després de la Primavera àrab a Tunísia.
Politicòlegs de països anglosaxons parlen d'anocràcia oberta (més a prop d'una democràcia) i d'anocràcia tancada (més a prop d'una dictadura).
També és la política pròpia dels països amb uns senyors de la guerra poderosos, que competeixen entre si pel domini del territori amb l'ajut dels seus clans i aliats. Els països anocràtics acostumen a estar en un estat de forta violència permanent i sovint en transició entre diversos règims polítics. La violència es produeix tant en el passatge d'un líder a un altre (guerra) com en la repressió exercida quan una facció assoleix la dominació.
Un exemple de país en anocràcia és Somàlia.